# ʿAlī Dschumʿa

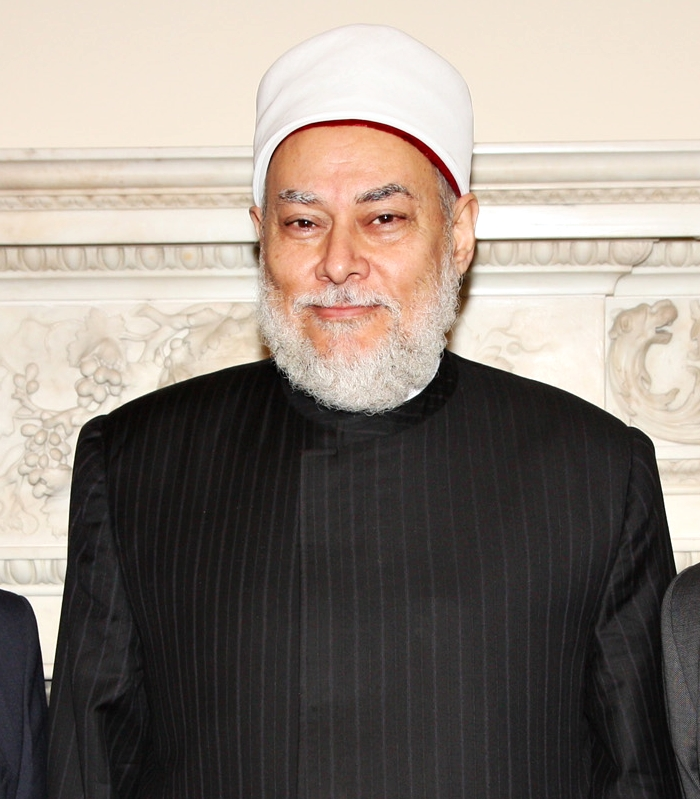
ʿAlī Dschumʿa (2011)

Scheich ʿAlī Dschumʿa (arabisch علي جمعة Ali Dschuma, DMG ʿAlī Ǧumʿa; in ägyptisch-arabischer Aussprache ʿAlī Gumʿa, Nachname oft auch als Gomaa oder Goma’a; * 1952 in Beni Suef) war von 2003 bis Februar 2013 der ägyptische Großmufti in der Nachfolge von Ahmed el-Tayeb. In der sunnitischen Hierarchie Ägyptens steht nur der Scheich al-Azhar über ihm.
Er gilt als einer der renommiertesten lebenden Gelehrten des traditionellen Islams und gehört der Rechtsschule der Schāfiʿiten an. Zugleich ist er Autor und Chatib der Sultan-Hasan-Moschee in Kairo.

## Wirken
Dschumʿa ist mit Aussagen und Fatwas zum islamischen Recht (Scharia) weltweit in den Medien präsent. Das Schlagen der Ehefrau sei in islamischen Ländern erlaubt, im Westen dagegen verboten. Die chirurgische Rekonstruktion des Jungfernhäutchens hält er für erlaubt.
Er gehört zu den führenden Muslimen, die für die Abschaffung der Beschneidung weiblicher Genitalien sind. Er sagte, die Beschneidung sei eine „Aggression“ und verstoße gegen die „Würde und Ehre der Menschen“. Am 22. und 23. November 2006 leitete er die von Rüdiger Nehberg initiierte internationale Konferenz von Islam-Gelehrten zum „Verbot der Verstümmelung des weiblichen Körpers durch Beschneidung“ in der al-Azhar-Universität Kairo. Er zeichnete die dort nahezu einmütig beschlossene Fatwa ab, dass die Beschneidung nicht mit der Lehre des Islams zu vereinbaren sei.
Weltweites Aufsehen erregte Dschumʿa mit einer Fatwa, die sich auf einen Hadith („normsetzende Überlieferung“) zu Körperabsonderungen Mohammeds bezog. Danach trank Mohammeds Dienerin Umm Ayman seinen Urin, um so seinen Segen zu erhalten. Mohammed habe darauf gesagt: „Dieser Bauch wird nicht durch die Feuer der Hölle geschleift werden, denn er enthält etwas von unserem Herren, dem Boten Allahs.“
„Dieser Segen“, so Dschumʿa, „kann mit dem ehrwürdigen Speichel, Schweiß, Blut oder Urin des Propheten getan werden.“ Wer von den Ausscheidungen des Propheten angewidert sei, der müsse seinen Glauben widerrufen.
Der Hadith ist religionsgeschichtlich in ein Modell einzuordnen, in dem zwischen irdischem Leben und der Transzendenz scharf geschieden wird. Körperfunktionen werden dabei als Funktionen gesehen, die ihre Ursache darin haben, dass Menschen Nahrung zu sich nehmen, in ihren Körper einverleiben und dort verarbeiten. Dadurch wird der Mensch permanent davon abgehalten, sich von „Irdischem“ und „Diesseitigem“ abzuwenden. Dass dies ein negativer Vorgang sei, zeige sich auch daran, dass Körperfunktionen in der Regel zu schlecht riechenden Ausscheidungen führen. In religiösen Regelsystemen werden diese Ausscheidungen auch als kultisch verunreinigend eingestuft. Vor diesem Hintergrund bildete sich beispielsweise in Christentum und Islam das Konzept heraus, dass die Heiligkeit und das Herausgehobensein religiös vorbildlicher Menschen entweder dadurch ihren Ausdruck gefunden habe, dass die Körperfunktionen bei diesen Menschen nicht in der üblichen Form stattfand (Beispiele sind Traditionen, nach denen Maria oder auch Fatima nicht menstruierten) oder sich vollzogen ohne Ekel erregend zu sein.
Nach dem islamistisch motivierten Terroranschlag vor der koptischen al-Qiddissine-Kirche in Alexandria am 1. Januar 2011, bei dem 23 Menschen getötet wurden, wandte sich Dschumʿa in einem Gastbeitrag im Berliner Tagesspiegel an die deutsche Öffentlichkeit und erklärte, dass „der Islam absolut gegen Extremismus und Terrorismus“ sei und dass es notwendig sei, die „Faktoren“ zu verstehen, „die die Rationalisierung von Terrorismus und Extremismus liefern“, weil man ansonsten niemals in der Lage sein könne, „diese Geißel aus der Welt zu schaffen“. Im Jahre 2013 gehörte ʿAlī Dschumʿa zu den lautstärksten Unterstützern des Militärputsches in Ägypten.
Im Fall des wegen seiner islamkritischen Tweets verfolgten Hamsa Kaschgari hat Ali Dschumʿa den saudischen Autor gegenüber seinen Kritikern in Schutz genommen und zum Dialog über die Möglichkeiten, die soziale Netzwerke bieten, aufgerufen.

## Verschiedenes
Er war einer der 138 Unterzeichner des offenen Briefes Ein gemeinsames Wort zwischen Uns und Euch (engl. A Common Word Between Us & You), den Persönlichkeiten des Islam an „Führer christlicher Kirchen überall“ (engl. „Leaders of Christian Churches, everywhere …“) sandten (13. Oktober 2007).
Er stimmte 2013 einem Todesurteil in absentia gegen sieben koptische Christen zu. Die sieben Verurteilten sind Nakoula Basseley Nakoula, der Produzent des islamkritischen Amateur-Kurzfilms Innocence of Muslims, Maurice Sadeq Girgis Abdel Shahid, ein Anwalt und Gründer der National American Coptic Assembly in Washington, der Sprecher der Assembly Nabil Adib Bassada, der Arzt Fekry Abdel Masih Zoqloma, der religiöse Moderator Morcos Aziz Khalil sowie Phoebe Abdel Masih Paules Salib und Nader Farid Nicola.